# Bronagh Waugh
Bronagh Waugh (Coleraine, Irlanda del Norte; 6 de octubre de 1982) es una actriz británica, más conocida por haber interpretado a Cheryl Brady en la serie Hollyoaks.

## Biografía
En septiembre de 2018 casó con su novio Richard Peacock. En marzo de 2021 la pareja anunció que estaban esperando a su primer bebé juntos. El 5 de mayo de 2021 nació su primer hijo, un varón.

## Carrera
En 2008 interpretó a Cheryl en el spin-off de la serie conocida como Hollyoaks: Later. El 24 de noviembre de 2009, se unió al elenco de la exitosa serie británica Hollyoaks, donde interpretó a Cheryl Brady hasta el 22 de marzo de 2013.
En 2013 se unió al elenco de la serie The Fall, donde interpreta a la enfermera neonatal Sally-Ann Spector.

## Filmografía

### Series de televisión
| Año         | Título            | Personaje         | Notas         |
| ----------- | ----------------- | ----------------- | ------------- |
| 2016        | Channel Zero      | Marla (de joven)  | 3 episodios   |
| 2016        | Supernatural      | Ms. Watt          | 2 episodios   |
| 2013 - 2016 | The Fall          | Sally-Ann Spector | 15 episodios  |
| 2009 - 2013 | Hollyoaks         | Cheryl Brady      | 360 episodios |
| 2008, 2012  | Hollyoaks Later   | Cheryl Brady      | 6 episodios   |
| -           | Khrop Khrua Angri | -                 | tv serie      |

### Películas
| Año  | Título                         | Personaje     | Notas                                                                                       |
| ---- | ------------------------------ | ------------- | ------------------------------------------------------------------------------------------- |
| 2019 | Agatha and the Curse of Ishtar | Lucy Bernard  | junto a Lyndsey Marshal, Jonah Hauer-King, Stanley Townsend, Jack Deam y Katherine Kingsley |
| 2008 | Miss Conception                | Recepcionista | junto a Heather Graham y Karen Hassan                                                       |
| 2006 | Fiddlers Walk                  | Bronagh       | junto a Sarah Dylan                                                                         |

## Premios y nominaciones
| Año  | Categoría               | Premio                    | Serie     | Resultado |
| ---- | ----------------------- | ------------------------- | --------- | --------- |
| 2010 | Best Comedy Performance | British Soap Award        | Hollyoaks | Nominada  |
| 2010 | Most Popular Newcomer   | National Television Award | Hollyoaks | Nominada  |